# Mercè Dalmau Mallafré
Maria Mercè Dalmau Mallafré (Cambrils, 21 de juliol de 1969) és una política i pedagoga catalana que va ser la primera dona alcaldessa de Cambrils.
Naixé a Cambrils, 21 de juliol de 1969, en el si d'una família dedicada al petit comerç. Va estudiar EGB a les Germanes Vedruna i estudis secundaris a l'IES Cambrils. És llicenciada en pedagogia amb màster en logopèdia per la Universitat de Barcelona.
Ha estat vinculada a diferents associacions i entitats de Cambrils: moviment de joves Hora3, Coral Verge del Camí, Associació de veïns del Portal i consell escolar del Col·legi Cardenal Vidal i Barraquer, entre d'altres.
Des de l'any 1993 ha desenvolupat la seva activitat professional al Patronat Català Pro-Europa, conegut com a Consell de Diplomàcia Pública de Catalunya (acrònim: DIPLOCAT) És militant de Convergència Democràtica de Catalunya des de l'any 2003, ha sigut candidata a diferents convocatòries electorals:
| 2003                                              | CIU                 | --                    | 2010 | CIU | 2008 | CIU                    |
| 2007                                              | CIU (Cap de Llista) | Regidora a l'oposició | 2012 | CIU | 2011 | CIU                    |
| 2011                                              | CIU (Cap de Llista) | Alcaldessa            |      |     | 2015 | Democràcia i Llibertat |
| 2015                                              | CIU (Cap de Llista) | Regidora de Turisme   |      |     |      |                        |
| [1] ^ primera dona candidata de CiU a l'alcaldia. |                     |                       |      |     |      |                        |

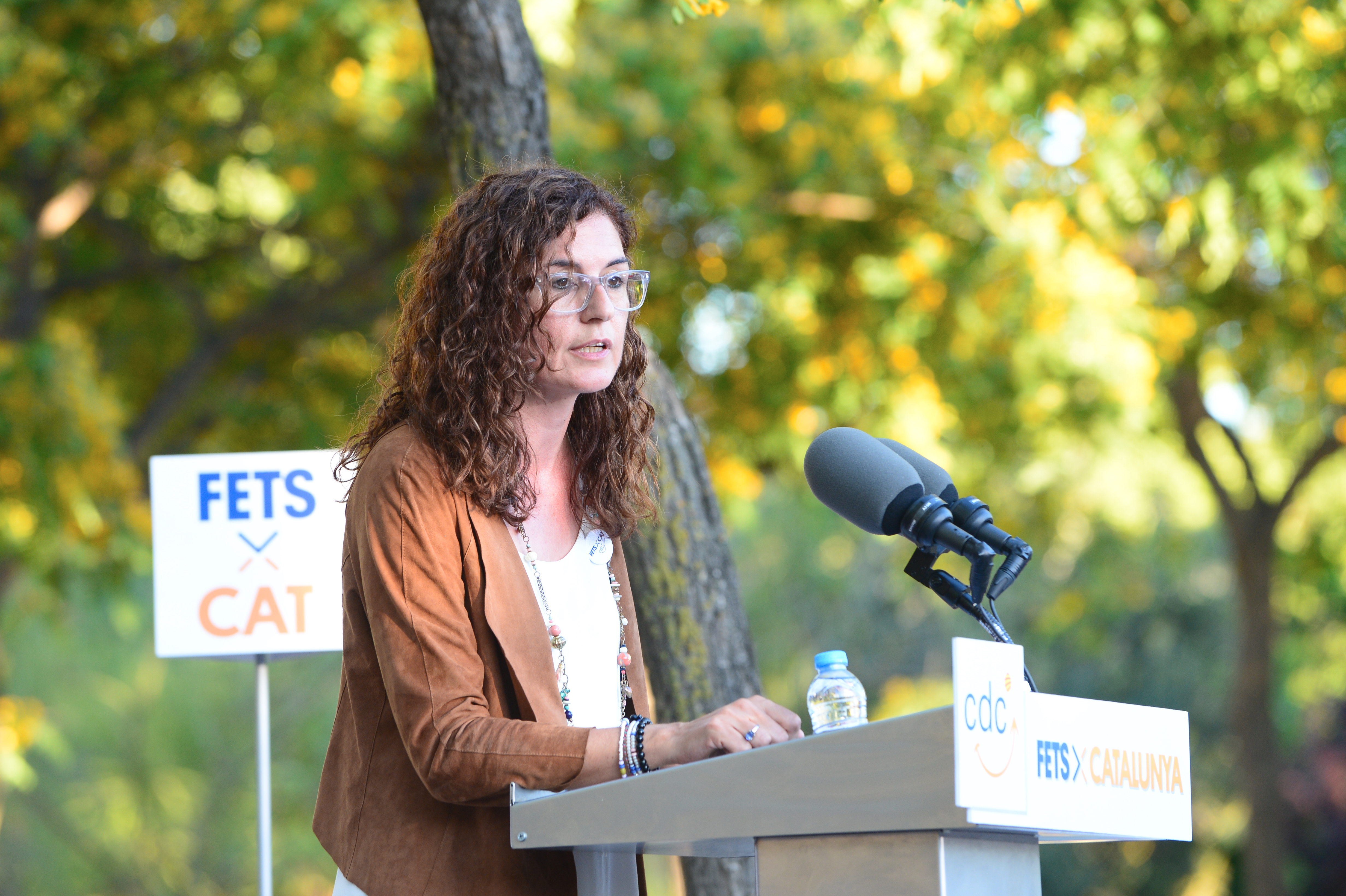
Acte a Cambrils - Juny 2016

L'any 2007 va encapçalar la llista de CiU a l'Ajuntament de Cambrils però no va guanyar les eleccions i va romandre a l'oposició.
A les eleccions municipals del 2011 va ser la cap de llista de la candidatura de CiU i mitjançant un pacte de govern amb el Partit Popular (PP) i la Plataforma Cambrilenca Independent (PLIC), va esdevenir la primera dona a ocupar l'alcaldia de Cambrils.[2] ^ 
Les següents eleccions, 2015, no va renovar el mandat i la candidatura municipal de CIU, encapçalada per Mercè Dalmau, va ser la segona força política. Gràcies a un nou pacte de govern tripartit, amb Esquerra Republicana de Catalunya (ERC) i Partit dels Socialistes de Catalunya (PSC) va fer-se càrrec de la Regidoria de Turisme de Cambrils.
Des del 2007 ha estat consellera del Consell Comarcal del Baix Camp representant al grup de Convergència i Unió; durant el període 2011-2015 va ser vicepresidenta primera i actualment (juliol 2018) és portantveu del Partit Demòcrata Europeu Català a l'esmentat Consell Comarcal.